# Janez Jurij Hočevar
Janez Jurij Hočevar (tudi Hozhevar, Gottscheer, Gottseer), slovenski skladatelj, glasbenik, pravnik, sodnik in astronom, * 2. oktober 1656, Novo mesto, † 22. avgust 1714, Ljubljana.

## Življenje in delo
Hočevar si je glasbeno izobrazbo pridobil v ljubljanskem jezuitskem kolegiju in v Padovi, kjer je študiral pravo. Tu je leta 1686 postal doktor prava.
Deloval je v Ljubljani kot odvetnik deželnih stanov in glasbeni vodja jezuitskega gledališča. Poročil se je s hčerjo ljubljanskega mestnega svetovalca in imel z njo enajst otrok. Bil je znan skladatelj in med ustanovitelji ljubljanske Akademije operosorum Labacensis. Bil je tudi član in prvi predsednik Academie Philharmonicorum.
Med letoma 1695 in 1703 je opravljal službo deželnega krvnega sodnika. V tem obdobju je zelo kruto sodil v čarovniških procesih pred deželskimi sodišči na Slovenskem. Verjetno je bil »najuspešnejši« slovenski lovec na čarovnice.
Skladal je cerkvena dela (Janez Gregor Dolničar navaja 24 lavretanskih litanij) in glasbo za jezuitske drame, ki jo izpričujejo ohranjeni povzetki iz let 1690, 1710, 1712 in 1713; ta dela se niso ohranila.
Ukvarjal se je z astronomijo, napisal je knjigo o kometih De cometis (1696) in knjigo o opazovanju zvezd in planetov Observationes astronomicae circa stellas fixas et errantes (1696) in še nekaj astroloških del.